# Паралімпійська атлетика

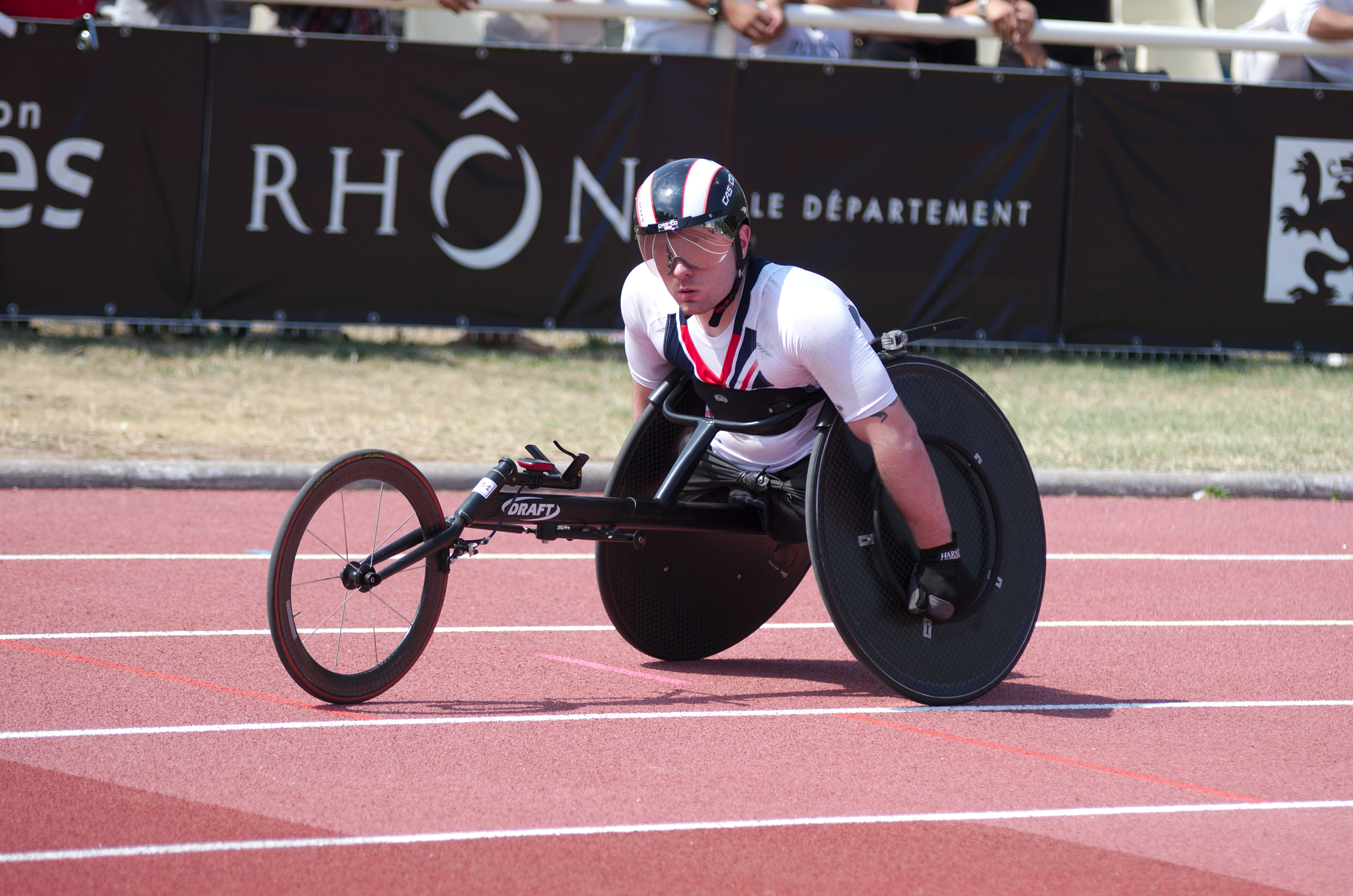
Гонки на візках (Чемпіонат світу 2013)

Паралімпійська атлетика — варіація атлетики для спортсменів з обмеженими фізичними можливостями. Регуляцією цього спорту займається  Міжнародний паралімпійський комітет.

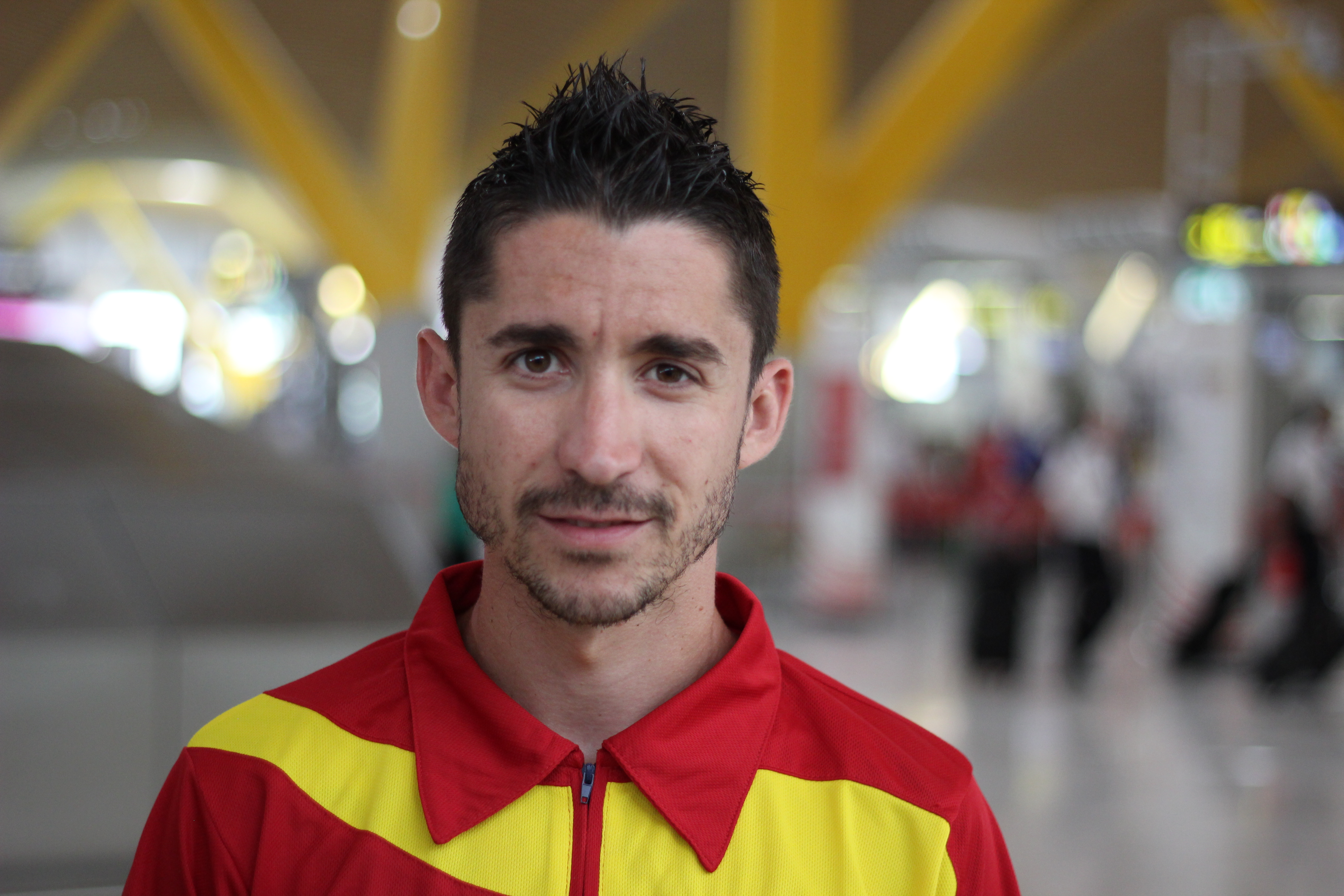
Іспанський легкоатлет Густаво Ніевес Кампелло

Паралімпійська атлетика вперше з'явилася на літніх Паралімпійських іграх у 1960 (окремий спорт з 1952).

## Класифікація спортсменів
Спортсмени будуть класифіковані на різні групи в залежності від ступеня інвалідності. Система класифікації дозволяє спортсменам з однаковими порушеннями конкурувати на рівних.

Атлети класифікуються на такі групи:
- 11-13: спортсмени з порушеннями зору
- 20: спортсмени з інтелектуальними порушеннями
- 31-38: спортсмени з целебральним паралічем (31-34: на інвалідних візках)
- 40-46: спортсмени з порушеннями, що впливають на роботу кінцівок та спортсмени з ампутованими кінцівками
- 51-58: спортсмени на інвалідних візках на треку та спортсмени, що метають з положення сидячи

Номери класів також мають префікси «T», «F», «P», відповідно track (доріжки), field (поле) і pentathlon (п'ятиборство).

У кожному класі, перша цифра вказує на характер порушення спортсмена, а друга вказує на кількість функціональних можливостей.

Наприклад, бігун, що бере участь у класі 11 має або слабкий зір, або взагалі сліпий і використовує допоміжні засоби, щоб закінчити гонку. У той же час спортсмен, що має клас 13 має обмежений зір, але не використовує допоміжних засобів.